# Station Bamber Bridge
Bamber Bridge is een station van National Rail in Bamber Bridge, South Ribble in Engeland. Het station is eigendom van Network Rail en wordt beheerd door Northern Rail. Het station is geopend in 1846. 